# Robert I de França
Robert I de França (866 - 15 de juny de 923), rei de França (922 – 923). Robert va ser el segon rei francès de la dinastia robertina, de la qual se'n va originar la dinastia Capet; el primer rei robertí va ser el seu germà Odó I el qual va regnar entre 888-898.

## Orígens familiars
Robert era el segon fill mascle de Robert el Fort marquès de Nèustria, comte d'Anjou, d'Auxerre i de Nevers, i de la segona (o tercera) esposa, Adelaida d'Alsàcia, qui era la segona filla del comte de Tours, Hug i de la seva esposa Ava o Bava.

## Infantesa
El seu pare va morir el 15 de setembre del 866 a la batalla de Brissarthe, lluitant contra els vikings, ell i el seu germà eren encara molt joves. Se'n va fer càrrec de la seva tutoria Hug l'Abat, de la família Welf, que aleshores era bisbe de Colònia.
L'any 886, va morir Hug l'abat i llavors, l'emperador Carles el Gras va donar el títol de marqués de Nèustria a Odó, el germà de Robert.

## Accès al tron
Robert havia participat en la defensa de l'assetjament dels vikings a París l'any 885. Per aquest mèrit el seu germà, el rei Odó, el va triar per governar alguns comtats, inclòs el de París, i també el va nomenar abat in commendam de diverses abadies, les més importants: l'abadia de Tours i l'abadia de Marmountier.
Odó havia acceptat com a successor seu a Carles el Simple a canvi que aquest nomenés el seu germà Robert en el càrrec de Dux Francorum, dignitat militar de gran importància. En morir Odó el gener de l'any 898 Robert va acceptar la supremacia del rei carolingi, Carles i aquest el va confirmar en els seus càrrecs i possessions. Després va continuar defensant el nord de França dels atacs dels normands.
La pau entre el rei i el poderós vassall no es va veure torbada fins al 921. Carles, amb la seva parcialitat envers el comte Haganon (noble de la Lotaríngia), el seu favorit, va despertar irritació en bona part de la noblesa dels francs occidentals. Amb el suport del clergat i alguns nobles poderosos, Robert es va alçar en armes contra el rei, obligant-lo a recular buscant refugi en la Lotaríngia. Llavors Robert es va coronar rei dels Francs (rex Francorum) a Reims el 29 de juny del 922. Enric I d'Alemanya va veure l'oportunitat de prendre Lotaringia quan va començar la guerra civil a França occidental i el 923 Enric va creuar el Rin dues vegades, capturant una gran part del ducat. Després d'aplegar un exèrcit, Carles va marxar contra l'usurpador i el 15 de juny del 923, en una obstinada i sanguinària batalla prop de Soissons, Robert va morir, segons diu la tradició, en combat singular amb el seu rival.

## Successió de Robert I
Carles va ser capturat pel seu vassall Heribert II de Vermandois, que era cunyat de Robert I, i va morir durant la captivitat.
Com que el difunt Carles havia mort sense fills, els nobles i els bisbes més importants van proposar el gendre de Robert, Raül, duc de Borgonya com a nou rei, també conegut com a Rodolf I.

## Matrimoni i descendència
Robert es va casar dues vegades. Amb la seva primera esposa, Aelis. descendent de Carlemany, va tenir dues filles. Ambdues es van casar amb vassalls ben posicionats del seu pare: 

- Emma de França (894-935) amb Raül, duc de Borgonya.[19]
- Hildebranda (895-931) amb Heribert II de Vermandois.[20]

Amb la segona esposa, Beatriu de Vermandois, filla d'Heribert I de Vermandois, va tenir el seu únic fill, Hug el Gran, i una altra filla, Riquilda.